# 우리에게 내일은 있다
우리에게 내일은 있다는 1976년 공개된 대한민국의 영화이다.

## 배역
- 한유정
- 신성일
- 이대엽

## 수상
- 1976년 제15회 대종상 음악상, 녹음상, 신인상